# Campionato svizzero di hockey su ghiaccio 1927-1928

## Campionato Internazionale

### Partecipanti
Château-d'Œx · 
 Davos · 
 La Chaux-de-Fonds · 
 Rosey-Gstaad · 
 Star Lausanne · 
 St. Moritz

### Verdetti
| Campionato Internazionale 1927-1928 |
| ----------------------------------- |
| Rosey-Gstaad                        |

## Campionato Nazionale

### Partecipanti
Château-d'Œx · 
 Davos · 
 Rosey-Gstaad · 
 St. Moritz

### Verdetti
| Campionato Nazionale 1927-1928 |
| ------------------------------ |
| St. Moritz                     |